# Asociación Bancaria del Euro
Euro Banking Association (en español: Asociación Bancaria del Euro) es un foro de la industria fundado en 1985 para la industria europea de pagos con cerca de 200 bancos y organizaciones miembros de la Unión Europea y en todo el mundo con el objetivo de fomentar y impulsar iniciativas paneuropeas de pago.

## Historia
La Asociación Bancaria Europea fue fundada en París en 1985 por 18 bancos comerciales y el Banco Europeo de Inversiones. Tanto la Comisión Europea como el Banco de Pagos Internacionales apoyaron la fundación de la EBA. Desde entonces, el número de miembros ha aumentado a casi 200. Las instituciones provienen de todos los Estados miembros de la Unión Europea, así como de Noruega, Suiza, Australia, China, Japón, los Emiratos Árabes Unidos y los Estados Unidos.
En sus primeros años, la agenda de la EBA incluía la promoción de la Unión Monetaria Europea y el desarrollo y gestión de un sistema de compensación de la ECU de la industria privada que se extendía por toda Europa.
Para el inicio de la UEM, la EBA entregó el EURO1, un sistema de pago equivalente a un valor elevado para las transacciones únicas. La EBA también desarrolló un servicio de pago para pagos de un solo euro de alta prioridad y urgencia para los bancos pequeños y medianos, y un sistema de pago.
Como la red más grande de profesionales del pago con una mentalidad y una visión paneuropeas, la EBA proporciona un foro neutro para el país para discutir e impulsar iniciativas de pago. La asociación se basa en París.